# Tulasnella interrogans
Tulasnella interrogans é uma espécie de fungo pertencente à família Tulasnellaceae.